# Траоре, Маман
Мама́н Эль Хаджи́ Траоре́ (фр. Mahamane El Hadji Traoré; 31 августа 1988, Бамако, Мали) — малийский футболист, полузащитник. Выступал в сборной Мали.

## Карьера

### Клубная
Маман Траоре начал карьеру профессионального футболиста в клубе «Серкль Олимпик» из своего родного города. В 2005 году полузащитник перешёл во французский клуб «Ницца». Дебютировал в команде 30 апреля 2006 года в матче Лиги 1 против «Аяччо».
16 августа 2008 года в матче с «Нанси» Траоре забил первый гол за клуб с Лазурного Берега, оказавшийся победным в матче.
Сезоны 2010/11 и 2011/12 малийский футболист провёл в Лиге 2, где выступал за «Мец» на правах аренды. Сыграл первый матч за «Мец» 26 ноября 2010 года (с «Седаном»).
В третьем для себя матче за клуб полузащитник поразил ворота Флориана Баге из «Булони».
В составе «Меца» Маман Траоре забил 7 голов в 41 сыгранном в различных турнирах матче и по окончании сезона 2011/12 вернулся в «Ниццу».

### В сборной
Маман Траоре выступает за сборную Мали с 2005 года. В составе команды полузащитник принимал участие Кубках африканских наций 2010 (2 матча), 2012 (1 матч) и 2013 (5 матчей) годов. Со сборной Траоре дважды занимал третье место на турнире.

## Достижения
- Бронзовый призёр Кубка африканских наций (2): 2012, 2013

## Статистика
| Клуб             | Сезон   | Национальный чемпионат | Национальный чемпионат | Национальный чемпионат | Национальные кубки | Национальные кубки | Континентальные кубки | Континентальные кубки | Всего | Всего |
| Клуб             | Сезон   | Лига                   | Игры                   | Голы                   | Игры               | Голы               | Игры                  | Голы                  | Игры  | Голы  |
| ---------------- | ------- | ---------------------- | ---------------------- | ---------------------- | ------------------ | ------------------ | --------------------- | --------------------- | ----- | ----- |
| Ницца            | 2005/06 | Лига 1                 | 1                      | 0                      | 0                  | 0                  | 0                     | 0                     | 1     | 0     |
| Ницца            | 2006/07 | Лига 1                 | 4                      | 0                      | 0                  | 0                  | 0                     | 0                     | 4     | 0     |
| Ницца            | 2007/08 | Лига 1                 | 10                     | 0                      | 2                  | 0                  | 0                     | 0                     | 12    | 0     |
| Ницца            | 2008/09 | Лига 1                 | 22                     | 3                      | 1                  | 0                  | 0                     | 0                     | 23    | 3     |
| Ницца            | 2009/10 | Лига 1                 | 16                     | 1                      | 0                  | 0                  | 0                     | 0                     | 16    | 1     |
| Ницца            | 2012/13 | Лига 1                 | 21                     | 3                      | 2                  | 1                  | 0                     | 0                     | 23    | 4     |
| Всего за «Ниццу» |         |                        | 74                     | 7                      | 5                  | 1                  | 0                     | 0                     | 79    | 8     |
| Мец              | 2010/11 | Лига 2                 | 19                     | 4                      | 3                  | 0                  | 0                     | 0                     | 22    | 4     |
| Мец              | 2011/12 | Лига 2                 | 17                     | 1                      | 2                  | 2                  | 0                     | 0                     | 19    | 3     |
| Всего за «Мец»   |         |                        | 36                     | 5                      | 5                  | 2                  | 0                     | 0                     | 41    | 7     |
| Всего за карьеру |         |                        | 110                    | 12                     | 10                 | 3                  | 0                     | 0                     | 120   | 15    |